# Ujong Pasi
Ujong Pasi is een bestuurslaag in het regentschap Nagan Raya van de provincie Atjeh, Indonesië. Ujong Pasi telt 954 inwoners (volkstelling 2010).